# Angelo Secchi
Angelo Pietro Secchi (29. června 1818 Reggio Emilia – 26. února 1878 Řím) byl italský jezuita a astronom, průkopník spektroskopie a astrofyziky.
V rodném městě Reggio Emilia vystudoval jezuitském gymnázium. Ve věku 16 let vstoupil též do jezuitského řádu v Římě. Pokračoval poté ve studiu na Římské univerzitě (jež byla tehdy pod kontrolou Papežského státu) a v roce 1839 zde začal učit matematiku a fyziku. V roce 1841 se stal profesorem fyziky na jezuitské škole v Loretu. V roce 1844 začal teologické studium v Římě a 12. září 1847 byl vysvěcen na kněze. V roce 1848 museli jezuiti opustit Řím, kvůli vypuklé revoluci. Secchi kvůli tomu strávil dva roky ve Spojeném království na Stonyhurst College a ve Spojených státech, kde učil na Georgetownské univerzitě ve Washingtonu. V roce 1850 se vrátil do Říma. Na doporučení svého kolegy Francesca de Vicy se stal ve věku 32 let vedoucím univerzitní observatoře (tzv. Vatikánská observatoř). V roce 1853 se pod jeho vedením observatoř přestěhovala do kostela sv. Ignáce (Chiesa di Sant'Ignazio di Loyola in Campo Marzio). Jeho postavení bylo zpochybněno po roce 1870, kdy zbytky papežského státu převzalo Italské království. V roce 1873 byla vysoká škola prohlášena za vlastnictví italské vlády. Když se vládní úředníci pokoušeli zmocnit i observatoře, Secchi důrazně protestoval a vyhrožoval tím, že na svůj post rezignuje. Navzdory velkorysým vládním nabídkám odmítl slíbit oddanost království namísto papeži. Italská vláda se ho přesto neodvážila odvolat a Secchi sloužil jako ředitel observatoře až do své smrti.
Vynalezl „meteorograf“, automatický záznamník denního průběhu tlaku, teploty, deště, směru větru a relativní vlhkosti. Vynalezl též Secchiho desku na měření průhlednosti vody. Při fotografování zatmění Slunce v roce 1860 prokázal, že koróna a protuberance při zatmění Slunce jsou vlastní projevy Slunce. Objevil tři komety, včetně té, jež nese jeho jméno. Revidoval katalog dvojhvězd Friedricha Georga Wilhelma von Struveho. Podrobně zmapoval Koperníkův kráter na Měsíci. Jako první popsal „kanály“ na povrchu Marsu. Objevil solární spikule. Avšak největších úspěchů dosáhl ve spektroskopii: vynalezl sluneční a hvězdný spektrograf a telespektroskop. Jako první změřil spektrum Uranu a Neptunu, roku 1868 pak vytvořil první spektrální klasifikaci hvězd (na základě pozorování 4 000 hvězd). Rozlišil čtyři hlavní skupiny, které později doplnil tzv. uhlíkatými hvězdami.